# محمد حسن ياغي

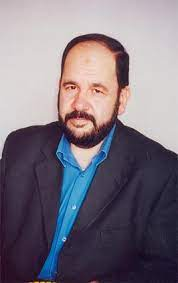
محمد حسن ياغي

محمد حسن ياغي المعروف باسمه الحركي «الحاج أبو سليم ياغي» سياسي لبناني ونائب سابق في البرلمان اللبناني عن كتلة الوفاء للمقاومة (حزب الله). من مواليد مدينة بعلبك عام 1958. حائز على اجازة بالعلوم السياسية والأدب العربي من الجامعة اللبنانية، انتسب إلى حركة المحرومين (حركة أمل) منذ شبابه وعاصر السيد موسى الصدر وتولى مناصب عديدة فيها ومنها مسؤول اقليم البقاع في حركة أمل.
عام 1982 كان بالنواة الأولى لتأسيس حزب الله في لبنان. تولى مناصب عديدة في حزب الله وأهمها رئيس شورى القرار في ولاية السيد عباس الموسوي الأمين العام الاسبق لحزب الله الذي اغتالته إسرائيل عام 1992 في جنوب لبنان.
أنهى حالة التمرد الداخلية التي قادها الشيخ صبحي الطفيلي، والتي كادت ان تقسم تشكيلات حزب الله.
بعض المناصب التي تولها:
- مسؤول منطقة البقاع في حزب الله عدة مرات، من العام (1985حتى1988)و (1995حتى1998)ومن (2007حتى 2019).
- عضو شورى حزب الله لعدة مرات.
- معاون الأمين العام لحزب الله السيد حسن نصر الله.
- رئيس المجلس التنفيذي في حزب الله سابقاً.
- نائب عن محافظة بعلبك الهرمل عن دورة (1992 حتى 1996) ودورة (2000- 2005).
- شغل منصب المعاون التنفيذي لأمين عام حزب الله،حتى توفاه الله في ٢٠٢٣/١٢/٢٧.

## تأثيره

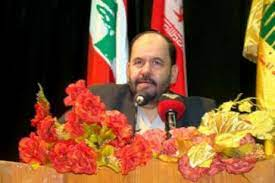
النائب محمد حسن ياغي

- تربطته علاقة قوية بالمرشد الأعلى في إيران السيد علي خامنئي، وبشخصيات كبيرة عربية وإسلامية
- يعتبر من أهم الشخصيات المؤثرة داخل حزب الله.
- لديه حضور قوي في منطقة البقاع وتأثير على العشائر والعائلات البقاعية كافة.
- يقال بأنه العقل الاستراتيجي في حزب الله ولكنه لا يحب الأضواء والظهور الإعلامي.
- كان الرجل الثاني في حزب الله بعهد أمين عام حزب الله السابق السيد عباس الموسوي.
- علاقته قوية ومؤثرة جداً على السيد حسن نصر الله.
- كان له الدور الكبير في تأسيس المؤسسات الإعلامية والإجتماعية في حزب الله .

## الحياة الشخصية
ياغي متأهل من السيدة زينب الموسوي، وله 7 أبناء:
حسين، نجوى، مالك ياغي، بتول، ولاء، مليكة، ويمنى.
توفي في ٢٧ ديسمبر ٢٠٢٣